# Associação Amigos do Marreco Futsal
Il Marreco è una squadra brasiliana di calcio a 5, fondata nel 2007 con sede a Francisco Beltrão.